# Minicia vittata
Minicia vittata là một loài nhện trong họ Linyphiidae.
Loài này thuộc chi Minicia. Minicia vittata được Lodovico di Caporiacco miêu tả năm 1935.